# Thiên Lộc, Hà Nội
Thiên Lộc là một xã thuộc thành phố Hà Nội, Việt Nam. 
Xã được hình thành trên cơ sở sáp nhập xã Võng La với một phần các xã Kim Chung, Đại Mạch, Kim Nỗ, Hải Bối (huyện Đông Anh cũ), một phần xã Tiền Phong (huyện Mê Linh cũ) trong đợt Sáp nhập tỉnh, thành Việt Nam 2025.

## Lịch sử
Xã Thiên Lộc được thành lập theo Nghị quyết số 1656/NQ-UBTVQH15 của Ủy ban Thường vụ Quốc hội Việt Nam, ban hành ngày 16 tháng 6 năm 2025. Theo đó, sắp xếp toàn bộ diện tích tự nhiên, quy mô dân số của xã Võng La, một phần diện tích tự nhiên, toàn bộ quy mô dân số của các xã Kim Chung, Đại Mạch, Kim Nỗ, một phần xã Hải Bối (huyện Đông Anh cũ), một phần diện tích tự nhiên của xã Tiền Phong (huyện Mê Linh cũ) thành xã mới có tên gọi là xã Thiên Lộc.

## Địa lý
Sau sắp xếp xã có diện tích tự nhiên 28,17 km2, quy mô dân số 91.896 người.
- Phía Bắc giáp xã Phúc Thịnh
- Phía Tây giáp xã Mê Linh
- Phía Đông giáp xã Phúc Thịnh và Vĩnh Thanh
- Phía Nam giáp phường Thượng Cát và Xuân Đỉnh qua sông Hồng.[5]

## Hành chính
Trụ sở xã đặt tại thôn Bầu xã Kim Chung cũ.